# Аллен, Ар Джей
Ро́берт Джеймс «Ар Джей» А́ллен (англ. Robert James "R. J." Allen, род. 17 апреля 1990, Олд-Бридж, Нью-Джерси) — американский футболист, правый защитник.
Младший брат Ар Джей Аллена — Брэндон Аллен — также профессиональный футболист.

## Биография
Между 2008 и 2011 годами Аллен выступал за студенческую команду Монмутского университета в NCAA.
Параллельно с университетом в 2010—2011 годах Аллен играл за клуб четвёртого по уровню дивизиона «Сентрал Джерси Спартанс».
17 января 2012 года на дополнительном драфте MLS Аллен был выбран под общим пятым номером клубом «Чивас США», но подписан не был.
В феврале 2013 года Аллен стал игроком клуба датского первого дивизиона «Скиве».
По возвращении в США Аллен проходил просмотры в «Ди Си Юнайтед», «Орландо Сити», «Нью-Йорк Ред Буллз» и «Нью-Йорк Космос» перед началом сезона MLS 2015, контактировал с «Нью-Йорк Сити» по поводу тренировок. Не сумев получить профессиональный контракт, он устроился на работу детского футбольного тренера на Статен-Айленде.
2 мая 2015 года Аллен подписал контракт с «Нью-Йорк Сити». Дебютировал за клуб он уже на следующий день, выйдя на замену в матче с «Сиэтл Саундерс». Спустя неделю, 10 мая он впервые вышел в стартовом составе в дерби против «Нью-Йорк Ред Буллз», отметившись в игре результативной передачей. В сезоне 2015 Аллен принял участие в 14 матчах, в 13 из них выходил в старте. 27 апреля 2016 года в матче против «Монреаль Импакт» Аллен забил свой первый гол в MLS. После завершения сезона 2017 контракт Аллена не был продлён.
В декабре 2017 года «Нью-Йорк Сити» обменял права на Аллена в «Орландо Сити» на пик третьего раунда супердрафта MLS 2018. 3 марта в матче первого тура сезона 2018 против «Ди Си Юнайтед», заменив на 81-й минуте Скотта Зуттера, Ар Джей дебютировал за «львов». 6 февраля 2019 года «Орландо Сити» отчислил Аллена.
В апреле 2019 года Аллен присоединился к команде «Мотаун» из любительской Национальной премьер-лиги.
2 июля 2019 года Аллен вернулся в MLS, подписав контракт с «Филадельфией Юнион» на оставшуюся часть сезона 2019. По окончании сезона 2019 «Филадельфия Юнион» не продлила контракт с Алленом.

## Статистика выступлений
| Выступление       | Выступление      | Выступление      | Лига | Лига | Плей-офф | Плей-офф | Кубок | Кубок | Континент. | Континент. | Итого | Итого |
| Клуб              | Лига             | Сезон            | Игры | Голы | Игры     | Голы     | Игры  | Голы  | Игры       | Голы       | Игры  | Голы  |
| ----------------- | ---------------- | ---------------- | ---- | ---- | -------- | -------- | ----- | ----- | ---------- | ---------- | ----- | ----- |
| Скиве             | Первый дивизион  | 2012/13          | 13   | 0    | —        | —        | 0     | 0     | —          | —          | 13    | 0     |
| Скиве             | Итого            | Итого            | 13   | 0    | —        | —        | 0     | 0     | —          | —          | 13    | 0     |
| Нью-Йорк Сити     | MLS              | 2015             | 14   | 0    | —        | —        | 1     | 0     | —          | —          | 15    | 0     |
| Нью-Йорк Сити     | MLS              | 2016             | 24   | 1    | 2        | 0        | 0     | 0     | —          | —          | 26    | 1     |
| Нью-Йорк Сити     | MLS              | 2017             | 15   | 0    | 0        | 0        | 0     | 0     | —          | —          | 15    | 0     |
| Нью-Йорк Сити     | Итого            | Итого            | 53   | 1    | 2        | 0        | 1     | 0     | —          | —          | 56    | 1     |
| Орландо Сити      | MLS              | 2018             | 18   | 0    | —        | —        | 2     | 0     | —          | —          | 20    | 0     |
| Орландо Сити      | Итого            | Итого            | 18   | 0    | —        | —        | 2     | 0     | —          | —          | 20    | 0     |
| Филадельфия Юнион | MLS              | 2019             | 0    | 0    | 0        | 0        | 0     | 0     | —          | —          | 0     | 0     |
| Филадельфия Юнион | Итого            | Итого            | 0    | 0    | 0        | 0        | 0     | 0     | —          | —          | 0     | 0     |
| Всего за карьеру  | Всего за карьеру | Всего за карьеру | 84   | 1    | 2        | 0        | 3     | 0     | —          | —          | 89    | 1     |